# Ендотел
Ендотелске ћелије (ендотел) су мезодермалног порекла. Образују једнослојан плочаст епител капилара и одржавају основни метаболизам организма. Преко њих се размењују различите материје и гасови између крви и ћелија ткива која се налазе око капилара. Пружају се паралелно правцу пружања капилара. Капилари су присутни унутар свих органа и поред тога што обезбеђују размену материја они представљају и резервоар крви као и место у коме се одвијају процеси метаболизама. 

## Грађа и особине ендотелске ћелије
Карактеристично за ове ћелије јесте:
- танак слој цитоплазме са органелама, који гради зид капилара.
- једро елипсоидног облика, светло (еухроматинско), покривено је цитоплазмом и штрчи у шупљину капилара.

У периферном делу цитоплазме налазе се органеле као што су:
- Голџијев апарат;
- мали број ситних митохондрија;
- малобројне цистерне храпавог ендоплазматичног ретикулума;
- слободни рибозоми;
- велики број

У централном делу цитоплазме налазе се интермедијерни филаменти, елементи цитоскелета, док у другим деловима има и актинских филамената.
Ендотелске ћелије имају способност митотичких деоба на рачун чега капилари расту (ангиогенеза) или се обнављају после оштећења. На умножавање (пролиферацију) ових ћелија утичу макрофаги, вероватно излучивањем неког фактора који стимулише деобу ових ћелија.

## Типови капилара
Према морфологији, односно, карактеристикама цитоплазме капилари се класификују у два типа:
- континуирани, са непрекидним слојем цитоплазме
- дисконтинуирани, код којих је на појединим местима континуитет прекинут присуством пора названих фенестри (прозорчићи), кроз које је убрзана размена материје између крви и ткивних ћелија.

Континуирани капилари карактеристични су за:
- мишићно ткиво;
- нервно ткиво;
- плућа;
- лимфне органе;
- егзокрине жлезде;
- масно ткиво.

Дисконтинуирани капилари налазе се у:
- ткиву јетре;
- ткиво слезине;
- кори надбубрежне жлезде.